# Пониковиця (гміна)
Ґміна Пониковиця (пол. Gmina Jasionów) — колишня (1934—1939 рр.) сільська ґміна Бродівського повіту Тарнопольського воєводства Польської республіки (1918—1939) рр. Центром ґміни було село Пониковиця.

1 серпня 1934 р. було створено ґміну Пониковиця у Бродівському повіті. До неї увійшли сільські громади: Висоцко, Ґає Смоленьскє, Голосковіце, Заблотце, Лабач, Пониковиця, Чехи.